# Кубок «Финал четырёх» по волейболу
Кубок «Финал четырёх» по волейболу — соревнования для женских национальных сборных команд стран Америки, проводимые под эгидой Конфедерации волейбола NORCECA и Южноамериканской конфедерации волейбола (CSV).
Проводится ежегодно с 2008 года. Право на участие в розыгрыше получают по две лучшие сборные от NORCECA и Южной Америки, определяемые по результатам Панамериканского Кубка. В случае отказа одного из участников предусмотрено выступление в турнире сборной страны-организатора турнира. Розыгрыш проводится в два этапа: сначала команды проводят однокруговой турнир, а затем играют на выбывание.
Турнир 2011 года должен был пройти в Акапулько (Мексика), но был отменён.

## Результаты
| Год  | Место проведения           | 1-е место                | 2-е место                | 3-е место                | 4-е место |
| ---- | -------------------------- | ------------------------ | ------------------------ | ------------------------ | --------- |
| 2008 | Форталеза (Бразилия)       | Бразилия                 | Доминиканская Республика | Аргентина                | Куба      |
| 2009 | Лима (Перу)                | Бразилия                 | США                      | Доминиканская Республика | Перу      |
| 2010 | Тустла-Гутьеррес (Мексика) | Доминиканская Республика | Перу                     | Аргентина                | Мексика   |